# Ajuda à Igreja Que Sofre
Ajuda à Igreja que Sofre (em alemão: Kirche in Not) é uma Fundação Pontifícia da Igreja Católica com sede em Königstein im Taunus, Alemanha, fundada em 1947 entre as ruínas e a devastação da Segunda Guerra Mundial pelo padre Werenfried van Straaten. A peculiaridade da sua iniciativa foi levar socorro à Igreja onde a falta de meios econômicos ou a violação da liberdade religosa tornavam difícil ou impossível a sua missão evangelizadora. Hoje, é a maior entidade da Igreja na sua especificidade, contando com escritórios em 21 países, cujo trabalho repercute em mais de 140 nações, todos os anos.

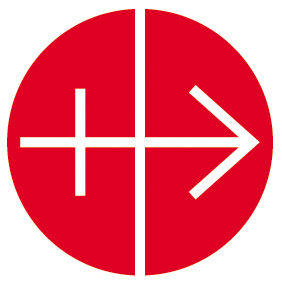
A Ajuda à Igreja que Sofre (Aid to the Church in Need) é uma Fundação Pontifícia, um dos braços do Vaticano que se preocupa especialmente com o desenvolvimento pastoral da Igreja no mundo.
É a maior entidade da Igreja na sua especificidade, contando com escritórios em 21 países, cujo trabalho repercute em mais de 140 nações, todos os anos.
Mais de 60 milhões de pessoas são beneficiadas através dos mais de 6 mil projetos apoiados anualmente pela Ajuda à Igreja que Sofre em cerca de 140 países, incluindo o Brasil.

## Atividade
É presente com sedes nacionais em 21 países (na Europa, América do Norte, América do Sul, Ásia e Oceania):
1. Áustria
2. Austrália
3. Bélgica
4. Brasil
5. Canadá
6. China
7. França
8. Alemanha
9. Irlanda
10. Itália
11. Países Baixos
12. Polônia
13. Portugal
14. Espanha
15. Suíça
16. Reino Unido
17. Estados Unidos
18. Colômbia
19. Coreia do Sul
20. Malta
21. México

Mais de 60 milhões de pessoas são beneficiadas através dos mais de 6 mil projetos apoiados anualmente pela Ajuda à Igreja que Sofre em cerca de 140 países, incluindo o Brasil. Entre os quais: formação para seminaristas e noviças; construção de igreja, seminários e conventos; bolsas de estudos para sacerdotes e freiras, sustento à rádio e emissoras televisivas de inspiração católica; fornecimento de meios de transporte para a pastoral, difusão de textos religiosos, bíblias e catecismo; sustento a mosteiros de clausura, sacerdotes necessitados, catequistas, famílias em dificuldades, refugiados e deslocados.